# Deinopa bisinuata
Deinopa bisinuata là một loài bướm đêm trong họ Erebidae.